# Нігматуліна Лінда Талгатовна
Лінда Талгатовна Нігматуліна (Linda Nigmatulina; нар.. 14 травня 1983, Алма-Ата, Казахська РСР) — казахська співачка та актриса.

## Біографія
Лінда Нігматуліна народилася 14 травня 1983 року в Алма-Аті. Її батько, актор Талгат Нігматулін, мав татарські і узбецькі коріння, а мати, актриса Венера Нігматуліна, — уйгурка. Талгат був шанувальником Брюса Лі, дружину якого звали Ліндою. Венера в той час захоплювалася мемуарами Лінди Маккартні — дружини Пола Маккартні. Тому доньку за згодою вони назвали Ліндою.
Лінда свій перший гонорар у кіно (60 копійок) отримала вже у трирічному віці. Разом з матір'ю вона знялася у фільмі «Зять з провінції». Сама Лінда жартує, що свою першу роль зіграла ще ембріоном, оскільки її мати, будучи на шостому місяці вагітності, знімалася у фільмі «Вовча яма». У шкільні роки займалася художним плаванням, відвідувала музичну школу. Після закінчення школи Лінда вступила до Театрального інституту імені Жургенова.
Для фільму «Ведмеже полювання» на роль Марини пробувалися близько п'яти сотень актрис, але режисер картини Валерій Ніколаєв зупинив свій вибір на Лінді. У 2007 році вона знялася для журналу «Moulin Rouge».
Спочатку популярність до Лінди прийшла як до співачки. Вона виступала в гурті з п'яти дівчат «Ніссо», створеного за типом лондонського поп-гурту Spice Girls. У 2009 році, в парі з Кайратом Тунтековим, взяла участь у проекті «Екі Жұлдыз». У 2010 році, в парі з Русланом Гончаровим, взяла участь у проекті Першого каналу «Лід і полум'я». У січні 2012 року в Празі Лінда Нігматуліна взяла участь у фото — та відеозйомці рекламної кампанії фарби Гарньєр Колор Нечралс. Стала обличчям Гарньєр Колор Нечралс в Казахстані. У 2012 році знялася в рекламі питної води ASU.
12 вересня 2013 року в Алмати разом з Ігорем Верником вела урочисте вручення премії Fashion TV Awards. Захід було приурочено до 10-річчя першого казахського каналу про моду Fashion TV Kazakhstan. У 2013 році Лінда Нігматуліна знялася для реклами DPD Kazakhstan. 26 вересня 2014 року відвідала Талдикорган. У концертному залі міського Палацу культури глядачам була показана кінокартина казахського режисера Елі Гільмана «Молоко, сметана, сир», головні ролі в якій виконали Лінда Нігматуліна, Гульнара Сильбаєва та Даулет Абдигапаров.
У березні 2015 року Лінда Нігматуліна взяла участь у першій масштабній інтернет-акції на підтримку дітей з важкими захворюваннями — «Від серця до серця».
У липні 2015 року вона представила свою першу європейську композицію «it's ok», запис якої проходив у Лондоні. Лінда Нігматуліна працює в Сучасному театрі антрепризи під керівництвом продюсера Альберта Могінова. Грає у виставі «Жорстокий урок». З 2005 року живе в Москві.

## Особисте життя
Лінда Нігматуліна була одружена з солістом групи «Бублики» Мухтаром Оталі. У 2000 році, у віці 17 років, народила сина Альрамі.
Є переконаною вегетаріанкою. Активно бере участь в заходах із захисту тварин. Син також вегетаріанець. Крім співу й кіно займається танцями, карате Кьокусінкай (має коричневий пояс), а також є непоганою наїзницею.
Про Лінду Нігматуліну в Казахстані був знятий документальний фільм під назвою «Душа, яка співає».

## Фільмографія
1. 1987 — Зять з провінції — Жанара, донька Єсена[25]
2. 1996—2000 — Перехрестя —  Дана, подруга Марішка
3. 2000 — Велика гра —  Дана
4. 2003 — Грант на мрію —  Санія Султанова
5. 2005 — 13 —  хлопчик Тимур / Лінда
6. 2005 — Віола Тараканова. У світі злочинних пристрастей —  Наташа Кім
7. 2006 — Кочівник —  жінка-воїн Зейнеп
8. 2007 — Битви сонечок —  Міцуко
9. 2007 — Ведмеже полювання —  Марина
10. 2007 —  Неваляшка —  Лінда Гнєздова [26]
11. 2007 — Платина (серіал)[27]— Джумагуль
12. 2007 — Час Волкова, Китайський слід —  Рита, дружина Лавішева
13. 2007 —  2010 — Даішники. За межами повноважень —  Ілона,
14. 2008 — Ділки. Бути разом —  Ольга, стюардеса
15. 2008 — Золотий ключик —  Східна красуня з поясом вірності
16. 2008 — Серцеїдки —  Емілія Шалімова
17. 2009 — Місто мрії —  Продюсер
18. 2009 — Кайрат — чемпіон, або Дівич номер один —  Алія
19. 2009 — Господиня тайги —  Міо, зоотехнік
20. 2010 — Ведмежий кут  (телесеріал)  —  шаман   Тинга
21. 2010 — Астана — любов моя — медсестра
22. 2010 — «Детективне агентство Іван та Марія» (серіал)[28] — Зухра
23. 2011 — Моя сім'я —  Марал
24. 2011 - «Іван і Толян» (серіал) — #  2011 — уроновая тайфун — #  2012 — Однокласники —  Салтанат
25. 2012 — Якби та якби —  Хаві
26. 2013 — Молоко, сметана, сир (телефільм) — Салтанат[29]
27. 2013 — Марш-кидок 2:Особливі обставини (кінофільм) —  Мадіна Асмаєва, дружина Габіса
28. 2013 — Кавказький трикутник (фільм) —  Беліжа [30]
29. 2014 — Обчислювач (фільм) —  Лейла
30. 2015 — Кримінальний блюз (комедія) — ватажок мафіозної тріади Зіхай